# Cadolive
Cadolive település Franciaországban, Bouches-du-Rhône megyében. Lakosainak száma 2219 fő (2022. január 1.). Cadolive Allauch, Peypin, Saint-Savournin és La Valentine községekkel határos.

## Népesség
A település népességének változása:
| Lakosok száma | 1125 | 1239 | 1626 | 2125 | 2123 | 2158 | 2161 | 2168 | 2179 | 2219 |
|               | 1968 | 1982 | 1990 | 2006 | 2013 | 2015 | 2017 | 2019 | 2020 | 2022 |